# Pietro Poccardi
Pietro Poccardi (Torino, 4 febbraio 1908 – Torino, 18 gennaio 1951) è stato un calciatore italiano, di ruolo centrocampista.

## Carriera
Ha giocato con la Juventus nella stagione 1927-1928 ed a Tortona con il Derthona nel 1930-1931 in Serie B e nell'annata seguente. In seguito ha difeso i colori di Pro Patria, Pistoiese e Casale.